# La Mer (chanson de Charles Trenet)
Cet article concerne la chanson de Charles Trenet. Pour la chanson de Tryo, voir La Mer.
Pour les articles homonymes, voir La Mer.
La Mer est une chanson de 1946 qui est composée et interprétée par Charles Trenet, bien que celui-ci ait déjà travaillé sur cette chanson avec Léo Chauliac en 1943.

## Histoire

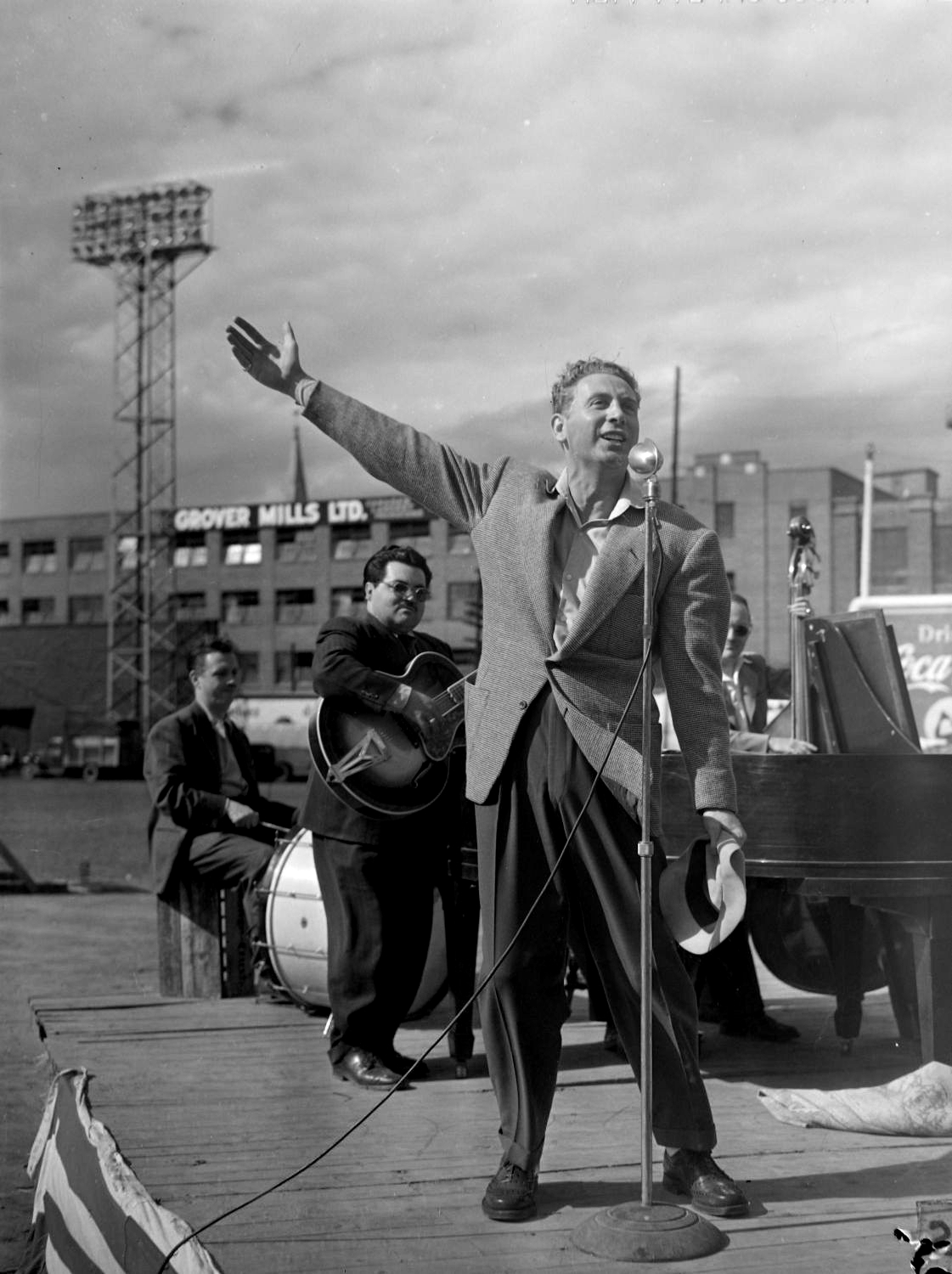
Charles Trenet en concert au stade Delorimier à Montréal, au Canada, le 24 juillet 1946, au moment où La Mer et son adaptation anglaise, Beyond the Sea connaissent un succès international au cours de sa tournée en Amérique.

En 1943, alors qu'il se rend en train de Montpellier à Perpignan en compagnie du chanteur Roland Gerbeau, du pianiste Léo Chauliac et de son secrétaire, Charles Trenet observant le paysage qui longe souvent la côte méditerranéenne est inspiré et en une vingtaine de minutes écrit la chanson La Mer, s'inspirant paradoxalement non pas de la Méditerranée mais de l’étang de Thau qui défilait à la fenêtre du wagon. La musique sera arrangée avec le concours de Léo Chauliac.
La mélodie vient de la chanson Heart and Soul, de 1938.
Néanmoins, Trenet ne croit pas au potentiel de la chanson qu'il trouve « solennelle et rococo » et ne l'enregistre pas tout de suite. Il la propose à la chanteuse Suzy Solidor qui la rejette en prétextant : « Des chansons sur la mer, on m'en envoie dix par jour ! ».
À la fin de l'année 1945, Roland Gerbeau enregistre la chanson avec Renée Lebas,.
En 1946, l'éditeur musical Raoul Breton pousse Charles Trenet à enregistrer la chanson. Léo Chauliac absent, est remplacé par le pianiste de la maison d’édition, Albert Lasryqui réalisera l'orchestration « symphonique ». La même année, lors du voyage de Trenet aux États-Unis, c'est la version américaine écrite par Jack Lawrence, intitulée Beyond the Sea, qui permet à La Mer de remporter alors un énorme succès et qui la fait désormais entrer au patrimoine musical français.
À la mort de Charles Trenet en 2001, plus de 70 millions d'exemplaires de La Mer ont été vendues.

## Refrain
La mer

Qu'on voit danser le long des golfes clairs

A des reflets d'argent

La mer

Des reflets changeants

Sous la pluie

La mer

Au ciel d'été confond

Ses blancs moutons

Avec les anges si purs

La mer bergère d'azur

Infinie

## Utilisations

### Cinéma
Le thème musical est largement utilisé dans La Course aux maris (Every girl should be married) de Don Hartman en 1948.
La chanson est chantée par un boucher dans le documentaire Le Sang des bêtes. La Mer est utilisée de manière récurrente dans les films, par exemple : A Safe Place (1971), Édith et Marcel (1983), L.A. Story (1991), Lunes de fiel (1992), Funny Bones (1995), French Kiss (1995), Bains-douches (2001), Innocents: The Dreamers (The Dreamers, 2003), Beyond The Sea (2004), Une vie moins ordinaire, interprétée par Ewan McGregor et Cameron Diaz durant une séance de karaoké, à la fin de Les Vacances de Mr. Bean (2007), ainsi que dans Le Scaphandre et le Papillon (2007), dans La Taupe (2012) chantée par Julio Iglesias dans Automata (2013) et Dansata (2014). Enfin elle est utilisée pour le générique d'introduction de la réadaptation du film Un moment d'égarement de Jean-François Richet sorti en 2015.

### Télévision
La Mer est diffusée dans l'épisode 7 de la série Inspecteur Derrick, Vacances à Madère, de 1975.
Le 13e épisode de la saison 1 des X-Files Le Message a pour titre original Beyond the Sea et la chanson y joue un rôle important : elle est jouée aux funérailles du père de l'agent Scully.
La Mer paraît dans sa version originale en français à la fin de la première saison de la série télévisée Lost. Dans le 12e épisode de cette saison (L’Objet de tous les désirs), les paroles de la chanson sont écrites dans les notes de Rousseau, et Shannon la chante en français.
La Mer apparaît aussi dans le dernier épisode de la saison 6 de FBI : Duo très spécial.
De même dans l'épisode des Simpson, Éolienne et cétacé (épisode 19 de la saison 21), la chanson est diffusée, en français, à la place du générique de fin.
Dans Black Mirror Saison 6, Épisode 3, Mon cœur pour la vie, la chanson de Trenet est en vedette et le titre de l'épisode en français reprend les derniers mots de la chanson. Dans la version anglaise, le titre de l'épisode est clairement Beyond the Sea.

### Jeux vidéo
On peut entendre une version instrumentale de La Mer interprétée par Django Reinhardt dans le jeu vidéo BioShock.

### Bande dessinée
On en cite un passage dans Astérix chez Rahàzade de René Goscinny et Albert Uderzo.

### Musique
Django Reinhardt en reprend le thème musical en 1949 avec Stéphane Grapelli dans l'album Rome Sessions.
La chanson l'Anatole de Michel Sardou (1979 - album Verdun), reprend une partie du refrain :
La mer quoi de plus simple que la mer

Des moutons blancs sur un ciel clair 

et des reflets d'argent.
La chanson Gaby oh Gaby d'Alain Bashung (1980) contient dans son refrain une référence à La Mer :
Tu veux que je te chante la mer

Le long, le long, le long des golfes

Pas très clairs
On trouve aussi la chanson sur une piste instrumentale du groupe Nine Inch Nails, sur l'album The Fragile en 1999.

### Art contemporain
La pièce Bonjour de Ragnar Kjartansson pour le Palais de Tokyo en 2015 utilise comme fond musical et sonore La Mer.

## Reprises par d'autres chanteurs et adaptations
Eddy Mitchell reprend ce titre en 1963 (Disque 45t. de couleur bleue offert aux spectateurs lors de la première de Bobino)
Dalida reprend la chanson en 1976 (avec adaptation de la musique). La chanson est sortie dans son 33 tours Coup de chapeau au passé.
La chanson a été reprise par In-Grid en 2004 sur l'album La vie en rose.
La Mer a été adaptée en anglais par Jack Lawrence sous le titre Beyond the Sea, interprétée notamment par Bobby Darin en 1960 et George Benson en 1984. 
Le groupe Chanson plus bifluorée sur son album Pourquoi les girafes ? en 1992, en fait une reprise parodique, une partie de la chanson étant chantée en verlan.
On dénombrait en 2001 près de 4 000 interprétations de cette chanson en différentes langues.
Cliff Richard l'a enregistrée en français accompagné par les Shadows dans les années 1960.
- La mer Luca Aquino feat. Lucio Dalla, Audun Erlien, Wetle Holte (2016)

La version en anglais apparaît dans :
- la bande sonore originale du film d'animation Le Monde de Nemo (2003), interprétée par Robbie Williams ;
- dans la série X-Files : Aux frontières du réel (saison 1, Le Message) ;
- dans le film Les Vacances de Mr. Bean (2007) ;
- dans Austin Powers dans Goldmember ;
- dans la bande originale du film La Taupe (Tinker Tailor Soldier Spy) de Tomas Alfredson (2011) ;
- dans la bande-annonce du film En eaux troubles.